# Parimarjan Negi

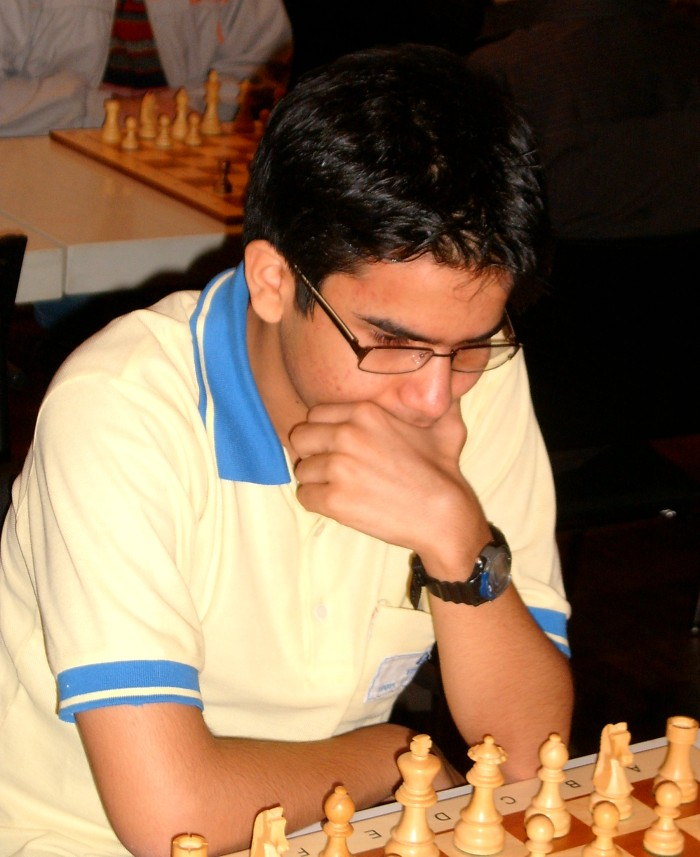
Parimarjan Negi

Parimarjan Negi (New Delhi, 9 februari 1993) is een Indiaas schaker met FIDE-rating 2670 in 2017. Hij is een grootmeester (GM), en voormalig kampioen van  Azië en India. 
In 2006 werd hij grootmeester op de leeftijd van 13 jaar en 142 dagen (13 jaar, 4 maanden, 20 dagen), en was daarmee de op een na jongste schaakgrootmeester ooit, de jongste was  Sergej Karjakin.
In 2010 gaf de Indiase regering hem de  Arjuna Award.

## Schaakcarrière
Parimarjan Negi won in 2002 in Teheran het Aziatisch Jeugdkampioenschap Schaken in de categorie tot 10 jaar. Zijn eerste GM-norm behaalde hij begin 2006 bij het Hastings International Chess Congress. Snel daarna behaalde hij zijn tweede GM-norm bij het 4e Parsvnath International Open Schaaktoernooi  in Delhi. Negi behaalde zijn derde GM-norm op 1 juli 2006 bij het Superfinal Championship van oblast Tsjeljabinsk  in Satka, Rusland, waar hij eindigde met 6 pt. uit 9. Aldus werd Negi in India de jongste grootmeester ooit, waarmee hij het record van Pendyala Harikrishna verbrak, en werd hij wereldwijd de op een na   jongste grootmeester ooit.
In juni 2008 won Negi het Philadelphia International Open toernooi, met  7 pt. uit 9, zonder verliespartijen. In augustus 2008, eindigde hij als tweede, na  Abhijeet Gupta, bij het Wereldkampioenschap schaken junioren in Gaziantep. In 2009 won hij de Politiken Cup in Kopenhagen met 8.5 pt. uit 10, en het zesde IGB Dato' Arthur Tan Maleisië Open in Kuala Lumpur.
Parimarjan Negi won het 48e schaakkampioenschap van India op 22 december 2010 in New Delhi.
In 2012 won Negi het 11e Aziatisch kampioenschap schaken, gehouden in Ho Chi Minhstad. In 2012 en 2013 werd hij gedeeld eerste in het open toernooi van Cappelle-la-Grande. In 2013 won hij voor de tweede keer de Politiken Cup.
In 2014 speelde Negi aan het eerste bord van India in de Schaakolympiade in Tromsø, Noorwegen; het team won een bronzen medaille.

## Persoonlijk leven
Parimarjan Negi voltooide aan opleiding aan de Amity International School in New Delhi en won daar diverse toernooien. In 2014 begon hij een studie aan de Stanford University.

## Boeken
- Parimarjan Negi (2014). 1.e4 vs The French, Caro-Kann and Philidor. Quality Chess. ISBN 978-1906552060.
- Parimarjan Negi (2015). 1.e4 vs The Sicilian I. Quality Chess. ISBN 978-1-906552-39-8.

## Externe koppelingen
- (en)   Informatie over schaakpartijen van Parimarjan Negi op ChessGames.com
- (en)   Informatie over schaakpartijen van Parimarjan Negi op 365chess.com
- (en)  FIDE-ratinggegevens voor Parimarjan Negi